# Lopatnik
Lopatnik je naselje v Mestni občini Velenje.